# 蘆花會議會址
蘆花會議會址位於四川省阿壩州黑水縣蘆花鎮，原建筑为藏族碉楼，1935年7月，中共中央在此召开政治局扩大会议，即“芦花会议”。2002年12月27日公佈為四川省第六批省級文物保護單位。2006年5月25日列為第六批全國重點文物保護單位。